# Lo sparviero del Nilo
Lo sparviero del Nilo è un film del 1950 diretto da Giacomo Gentilomo.

## Trama

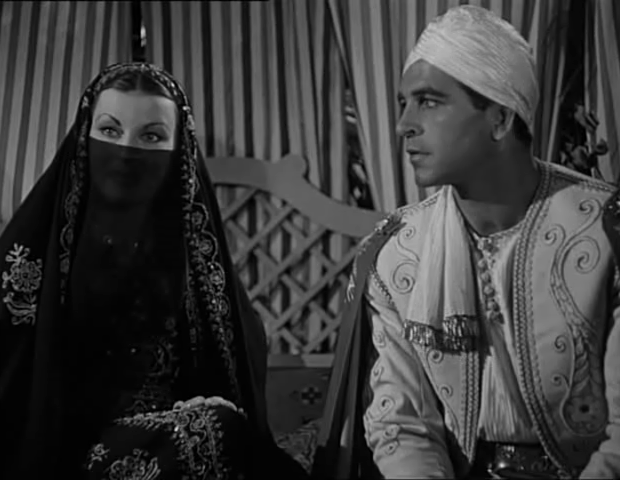
Leila e Rachid

Yusuf e Ibrahim

Nella prima metà del XIX secolo la giovane Leila lascia Parigi, dove è stata educata, per recarsi al Cairo a raccogliere l'eredità del defunto nonno, un ricco pascià egiziano. Il cugino Ibrahim, che amministra le proprietà terriere in maniera disonesta con la complicità del fidato Yusuf, cede al banchiere Micropulos i diritti di ricerca in giacimenti di zaffiri situati nel territorio dei beduini Beni Amer, facendo credere loro e a Leila che si tratti di trivellazioni di pozzi artesiani, ottenendo così l'approvazione di Rachid, il giovane sceicco dei Beni Amer. Costui, recatosi al Cairo per rinnovare il patto che permette alle sue genti di vivere sulle terre concesse loro, incontra Leila e se ne innamora. Rilascia a Ibrahim e Yusuf l'amministrazione delle terre; questi, dopo aver comandato la consegna delle armi, provocano i Beni Amer con l'intento di cacciarli dalla loro terra e metterli contro Rachid. Egli, informato del tradimento, si reca sul posto ma viene attaccato dalla sua gente, creduto l'artefice del malessere generale. Nel tentativo di cattura precipita in un dirupo e viene creduto morto.
Qualche tempo dopo Leila si reca dai beduini per constatare la situazione, ma una banda guidata da Ibrahim tenta di ucciderla. A salvarla accorre un misterioso uomo, dal volto coperto, che si fa chiamare Lo Sparviero. Ibrahim, temendo di essere scoperto, raggiunge Leila nella fortezza in cui si rifugia, forzandola di sposarlo allo scopo di ereditare i suoi beni e impedirle di accusarlo del tentato omicidio. Fingendosi mentalmente infermo in seguito all'incidente, Rachid viene condotto da Yusuf sul luogo in cui sta per aver luogo il matrimonio, venendo esposto a mo' di scherno. Ma poco prima del fatidico sì, si rivela, salva Leila e dopo un drammatico duello uccide Yusuf e Ibrahim. I due giovani, finalmente riuniti, possono iniziare una vita di felicità insieme.

## Produzione

### Riprese
I principali esterni del film sono stati girati in Egitto, altre scene negli stabilimenti del Centro sperimentale di cinematografia di Roma.

## Distribuzione
Il film venne distribuito nelle sale cinematografiche italiane il 1º settembre del 1950.